# Teletaceras
Teletaceras ist ein sehr urtümlicher, heute ausgestorbener Vertreter der Nashörner, der im Oberen Eozän vor rund 40 bis 34 Millionen Jahren sowohl in Nordamerika als auch in Asien gelebt hatte. Es war eine sehr kleine Nashornform und wies keine Hornbildungen auf, überliefert sind bisher aber nur einige Schädel- und Zahnfunde sowie geringe Reste des Körperskeletts.

## Merkmale
Teletaceras umfasste kleine Nashornvertreter, welche die Größe eines heutigen kleinen Tapirs erreichten, Gewichtsangaben liegen bei etwa 152 kg. Bekannt ist der Nashornvertreter weitgehend von Schädelfunden, postcraniale Skelettelemente liegen nur wenige vor. Vom Vorderfuß ist lediglich der Metacarpus IV erhalten, die obere sattelförmig ausgeprägte Gelenkfläche für das Ansetzen des Hakenbeins (Unciform) gibt an, dass die gesamte Hand wohl nur aus drei Strahlen aufgebaut war und nicht wie bei allen anderen frühen Unpaarhufern aus vier. Eine solche dreistrahlige Hand unterscheidet sich deutlich von den vierstrahligen Händen bei jüngeren Nashornvertretern wie Trigonias und ist als eine eigenständige abgeleitete Entwicklung innerhalb von Teletaceras (Autapomorphie) aufzufassen. Erst später entwickelten sich bei den Nashörnern wieder Hände mit nur drei Fingern. Der Hinterfuß ist mit mehreren Sprung- und Fersenbeinen, Mittelfußknochen und einzelnen Zehengliedern weitaus umfangreicher belegt und besaß rekonstruiert wie heutige Nashörner typischerweise drei Strahlen. Wie bei den meisten Unpaarhufern lag sowohl beim Vorder- als auch beim Hinterfuß der Schwerpunkt höchstwahrscheinlich jeweils auf dem dritten (Metapodium III).
Der Schädel war rund 38 cm lang und dabei sehr langgestreckt, schmal und flach. Die Jochbeinbögen wiesen nur eine leichte Krümmung auf. Das Hinterhauptsbein besaß eine kurze und rechtwinklige Form, der Hinterhauptswulst zeigte in der Aufsicht eine tiefe Einsattlung in der Mitte. Das Nasenbein war lang und schmal und überragte den Mittelkieferknochen weit nach vorn. Beide Knochen waren nicht miteinander verbunden, der Naseninnenraum besaß aber keine große Ausdehnung, sondern endete kurz hinter dem Eckzahn. Auf der Oberfläche des Nasenbeins befanden sich keine Aufrauungen, die auf das Vorhandensein eines Horns weisen würden, wie es typisch ist für die sehr frühen Vertreter der Nashörner. Die Orbita saß oberhalb des zweiten Molaren. Oberhalb der Augenhöhlen beginnend verlief jeweils eine leichte Knochenerhebung über die Scheitelbeine, wodurch eine Art niedriger, in der Mitte durch eine schmale Rinne markierter Scheitelkamm geformt wurde, der bei späteren Nashornvertretern meist fehlt. Die Stirnlinie wies außerdem eine leichte Wölbung auf, was für Nashörner ebenfalls untypisch ist, aber bei den verwandten Hyracodontidae auftrat.
Der Unterkiefer erreichte bis zu 28 cm Länge und war sehr niedrig. Markant ist das Gebiss, welches die vollständige Zahnanzahl der Säugetiere aufwies, wodurch folgende Zahnformel bei ausgewachsenen Tieren auftrat: {\displaystyle {\frac {3.1.4.3}{3.1.4(3).3}}} Die Schneidezähne des Oberkiefers waren klein und standen bis auf den ersten senkrecht im Kieferknochen. Der erste Schneidezahn (I1) wies leicht nach vorn und besaß eine Kegelform und noch nicht die typische Meißelform der späten Nashörner. Die Unterkieferschneidezähne waren hier bis auf den zweiten ebenfalls klein, der I2 war dagegen leicht vergrößert mit kurvigem Verlauf und besaß einen dreieckigen bis tropfenartigen Querschnitt. Er ragte ähnlich wie der I1 des Oberkiefers leicht nach vorn. Dadurch war die typische „Meißel-Stoßzahnbildung“ der Nashörner bei Teletaceras noch nicht gegeben. Hinter dem die kleineren Schneidezähne kaum überragenden Eckzahn befand sich ein kleines Diastema, so dass die gesamte Zahnreihe nicht mehr geschlossen war. Die Prämolaren und Molaren wiesen niedrige (brachyodonte) Zahnkronen auf. Vor allem die Prämolaren waren recht urtümlich und ähnelten den Molaren kaum, waren also nicht molarisiert. Die Molaren hatten aber schon deutlich geschwungene Zahnschmelzfalten auf den Kauoberflächen.

## Fossilfunde
Funde von Teletaceras sind sowohl von Eurasien als auch von Nordamerika bekannt. Sehr umfangreiche Funde mit fünf vollständigen Schädeln, drei Unterkiefern und postcranialen Skelettelementen liegen aus dem obersten Schichtglied der Clarno-Formation des Hancock Quarry im US-Bundesstaat Oregon vor. Aus einem den Fossilhorizont unterlagernden Tuff stammt ein mit Hilfe einer Kalium-Argon-Datierung ermitteltes Altersdatum von 37,1 Millionen Jahren, was als Maximalalter der Funde anzusehen ist. Weitere nordamerikanische Fossilreste, unter anderem ein Unterkieferfragment stammen aus dem Titus Canyon im Death-Valley-Nationalpark im südöstlichen Kalifornien. Aus Eurasien sind Zähne vor allem aus Artjom in der Nähe von Wladiwostok im östlichsten Russland bekannt. Eher unsicher zu Teletaceras zu stellende Funde wurden aus dem Yongle-Becken im südlichen China und aus der Pondaung-Formation im zentralen Myanmar berichtet, wobei letztere in einer Publikation aus dem Jahr 2006 eindeutig Teletaceras zugewiesen wurden.

## Paläohabitat
Anhand weiterer Funde aus den Fossilfundstellen lässt sich zur Zeit des späten Eozäns ein bewaldetes Biotop ermitteln, in dem Teletaceras weitgehend lebte. Rekonstruiert werden konnte ein subtropisch bis tropisches Klima mit einer mittleren Jahrestemperatur von 25 °C. Erst im Übergang zum Oligozän wurde es kühler.

## Systematik
Teletaceras stellt eine Gattung innerhalb der Familie der Nashörner dar. Es gehört neben Uintaceras und Penetrigonias zu den stammesgeschichtlich ältesten Vertretern. Es wird häufig zur Unterfamilie der Diceratheriinae und innerhalb dieser zur Tribus der Trigoniadini verwiesen. Diese umfassen ursprüngliche, hornlose Nashörner und stehen der Klade der zweihörnigen Diceratheriini gegenüber. In jüngeren phylogenetischen Untersuchungen ist die Stellung von Teletaceras nicht ganz eindeutig, wird aber außerhalb der Nashörner gesehen. Es bildet je nach Merkmalswichtung gemeinsam mit Uintaceras die Basisgruppe der weiteren Nashornverwandtschaft (Rhinocerotoidea) oder aber zeigt eine engere Bindung an die Hyracodontidae.
Drei Arten werden heute anerkannt:
- T. borissiaki (Beljaeva, 1959)
- T. mortivallis (Stock, 1949)
- T. radinskyi Hanson, 1989

Die Erstbeschreibung erfolgte 1989 durch den amerikanischen Paläontologen C. Bruce Hanson. Dabei wurde ein Teil der Fossilien ursprünglich zu Eotrigonias gestellt, ein Taxon, das 1949 von Chester Stock als zu den Nashörnern gehörig eingeführt, aber 1967 von Leonard Radinsky wieder aufgelöst wurde, da das überwiegende Material zu den Hyracodontidae zu stellen war. Lediglich die Funde aus der Clarno-Formation in Oregon wiesen bis 1989 noch keine wissenschaftliche Beschreibung auf und wurden in früheren Publikationen als Clarno Rhinos bezeichnet und an die Basis des Stammbaums der Nashörner gestellt. Der Name Teletaceras stammt von den griechischen Wörtern τελετα (teleta „Initiation“ oder „Einführung“; teleta allerdings im wissenschaftlichen Namen ohne „a“ geschrieben), α (a „nicht“) und κέρας (kéras „Horn“). Die Bedeutung bezieht sich auf die stammesgeschichtlich sehr frühe Stellung der Gattung und das Fehlen der Hörner.
Erstmals aufgetreten ist Teletaceras im späten Mitteleozän vor ca. 39 Millionen Jahren. Möglicherweise wanderten die frühen Vertreter von Asien nach Nordamerika ein. Aus Asien verschwand der Nashornvertreter bereits vor 37 Millionen Jahren wieder, in Nordamerika hielt er sich noch bis vor 34 Millionen Jahren.